# Låpsley
Holly Lapsley Fletcher (født 7. august 1996), kendt under kunstnernavnet Låpsley, er en britisk singer-songwriter og udøver af elektronisk musik. Hun er opvokset i Southport, Merseyside. Hendes debut album Long Way Home udgives den 4. marts 2016.

## Karriere

### 2013–nu
Låpsly havde været sanger i flere bands i Merseysideregionen, da hun vandt 'One to Watch' prisen ved Merseysides GIT (Getintothis) Award i april 2014 med over en halv million lyttere til hendes solo hjemmestudieoptagelse Monday EP på Soundcloud. Hun spillede live på Glastonbury Festival i juni 2014 efter at være booket af BBC Radio 1 DJ's Huw Stephens og Zane Lowe. Hendes track Painter (Valentine) kom på playlisten i BBC 1 i september 2014.
Låpsley indgik en kontrakt med XL Recordings i oktober 2014. Den 30. november 2014 blev Låpsley nomineret til BBC's Sound of...2015 liste. Hendes EP Understudy blev udgivet 5. januar 2015. Hendes debutalbum Long Way Home er planlagt til udgivelse 4. marts 2016.
Hun havde sin første optræden i Danmark i Tivoli ved Offspring Festival i september 2015.